# Wuodendron praecox
Wuodendron praecox là một loài thực vật thuộc họ Annonaceae.

## Phân bố
Nó là loài bản địa khu vực Trung Quốc, Ấn Độ, Myanmar, Việt Nam và có thể có ở Lào, Campuchia.
Tại Trung Quốc mọc thưa thớt trong rừng trên các sườn dốc, thung lũng ẩm ướt; ở cao độ 600-1.100 m tại miền nam tỉnh Vân Nam (Giang Thành, Cảnh Hồng, Lâm Thương, Mã Quan, Mãnh Lạp).
Ngoài Trung Quốc, nó được ghi nhận có tại Ấn Độ (đồi Mikir, Assam), Thái Lan (các tỉnh Chiang Mai, Kanchanaburi, Lampang, Uttaradit), Myanmar (bang Kachin). Ngoài ra, các khảo sát thực địa rộng khắp của Hong Wang (Vườn Thực vật nhiệt đới Tây Song Bản Nạp) trong thập niên 1980 và 1990 cũng phát hiện vài nơi với các cây W. praecox non, bao gồm:
- Myitkyina, bang Kachin, Myanmar, mọc cùng Pometia pinnata trong các thung lũng rừng;
- Vườn quốc gia Phnom Kulen, tỉnh Siem Reap, Campuchia trong các rừng dầu (Dipterocarpaceae), mọc cùng Diospyros hasseltii;
- Các tỉnh Phongsaly, Luang Namtha, Oudomxay (Lào), mọc thưa thớt trong các rừng mưa ẩm ướt chi phối bởi Pterocarpus macrocarpus và Pometia pinnata;
- Trong các khu vực miền núi tây bắc của Thái Lan giáp ranh Myammar, mọc trong các thung lũng rừng ẩm ướt, với Harpullia cupanioides;
- Vườn quốc gia Pù Mát ở tỉnh Nghệ An, Việt Nam.

## Mô tả
Cây gỗ lớn, lá sớm rụng, cao 15–40 m, đường kính ngang ngực khoảng 30-40 (-80) cm. Vỏ cây màu xám với nhiều mô xốp hình hột đậu dễ thấy. Cành non màu xanh lục, nhẵn nhụi, trở thành nâu khi già. Cuống lá dài 6–10 mm, đường kính khoảng 2 mm, với một rãnh ở trên, có khía ngang khi khô, phình to ở gốc và bao bọc chồi dưới cuống có lông; phiến lá hình elip, thuôn, hình trứng hoặc hình trứng ngược, dài 9–20 cm, rộng 4,5–8 cm, gốc hình nêm rộng hoặc tròn, đỉnh nhọn ngắn hoặc tù, có màng đến hơi giống như da, hai mặt nhẵn nhụi, với các tuyến rõ nét phía dưới; gân thứ cấp 10-13 ở mỗi bên của lá, song song, tỏa ra ở góc 45-60o từ gân giữa, ngược dần đến mép lá, lộn ngược và dần biến mất về phía đỉnh, nổi rõ phía dưới; gân tam cấp dài toàn thân nhiều hay ít đến dạng mắt lưới, nổi lên ở cả hai bên. Hoa đơn độc, mọc từ nách của những vảy lá hình tròn, nơi những chiếc lá già đã rụng, thường đi kèm với cành non; cuống nhỏ dài 20–35 mm, nhẵn; lá đài 3 mỗi hoa, hình tam giác-hình mác; dài khoảng 12 mm, rộng 4 mm, phía gần trục hơi có lông tơ, phía xa trục nhẵn nhụi; cánh hoa 6 mỗi hoa xếp thành 2 vòng, gần bằng nhau, thẳng, dài 6–10 cm, rộng 7–11 mm, mép cánh hơi lộn ngược, nhẵn nhụi, với 3-6 gân chính song song với các mắt lưới; nhị hoa nhiều (đến 100) mỗi hoa, dài khoảng 1,5 mm, mô liên kết cắt vát; các hạt phấn hoa đơn độc, đối xứng, hình chữ nhật, hai khe hở thuôn dài đối bên, dài 28-37 µm, rộng 15-21 µm, cao 20-28 µm, lớp ngoài nhăn nheo; lá noãn 5-9 mỗi hoa, đầu nhụy rộng và có lông tơ; noãn 3-5 (-8) mỗi lá noãn, xếp thành 1 hoặc 2 hàng. Quả gần tròn hoặc thuôn dài, hơi ép lại giữa các hạt, nhẵn nhụi, dài 3-3,5 cm, đường kính 2-2,5 cm; cuống dài 1-1,3 cm. Hạt 3-5 (-8) mỗi quả đơn, xếp thành 1 hoặc 2 hàng, thuôn dài khoảng 2 cm, đường kính 1 cm, có rãnh bao quanh riêng biệt. Ra hoa tháng 4-6, tạo quả tháng 5-9.

## Tên gọi
Tại Trung Quốc, ngoài tên gọi mộc khương diệp ám la (木羌叶暗罗) mà e-flora đề cập thì nó còn được gọi là chinh dật mộc (征镒木), theo tên của Ngô Chinh Dật (Wu Zhengyi, C.Y. Wu, 吴征镒), tác giả đề xuất danh pháp Polyalthia litseifolia.